# Филармонический оркестр Кошице

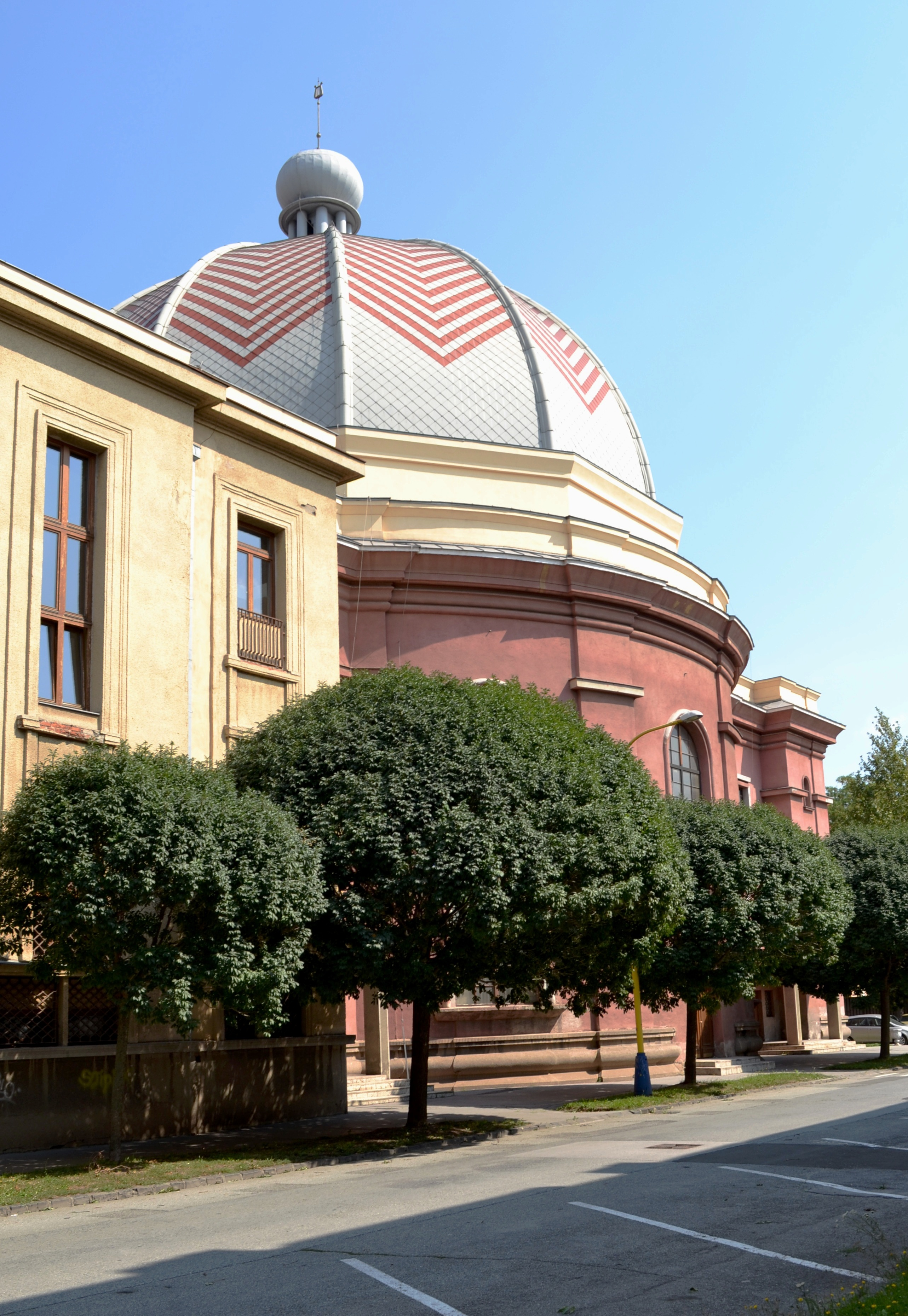
Дом Филармонического оркестра в городе Кошице

Государственный филармонический оркестр Кошице (словац. Štátna filharmónia Košice) — словацкий симфонический оркестр, базирующийся в городе Кошице. Основан в 1968 г., в апреле 1969 г. дал свой первый концерт, открыв тем самым новый музыкальный фестиваль Кошицкая музыкальная весна (словац. Košická hudobná jar).
Оркестр регулярно выступает в Словакии и в ближайших городах Венгрии, в его гастрольной истории — поездки по США (1994, первый словацкий коллектив на американском континенте), Южной Корее, Мексике, Турции, Германии и др. Начиная с 1990-х годов оркестр ведёт интенсивную работу в области звукозаписи: выпущено около 130 дисков, в том числе многотомное издание Иоганна Штрауса-сына, собрания оркестровых сочинений Антона Рубинштейна и Иоахима Раффа, альбомы произведений Фредерика Х. Кауэна, Вильгельма Фуртвенглера, Александра Черепнина и другие редкие записи.

## Руководители оркестра
- Быстрик Режуха (1968—1981)
- Станислав Мацура (1981—1993)
- Быстрик Режуха (1993—1995)
- Станислав Мацура (1995—1998)
- Томаш Коутник (1998—2003)
- Ежи Свобода (2003—2008)
- Збынек Мюллер (с 2008 г.)